# Diazoxid
Diazoxidul este un medicament utilizat în tratamentul hipoglicemiei de cauze diverse. Este utilizat și ca vasodilator în tratamentul hipertensiunii arteriale acute. Căile de administrare disponibile sunt intravenoasă și orală.
Molecula a fost a fost aprobată pentru uz medical în Statele Unite ale Americii în anul 1973. Se află pe lista medicamentelor esențiale ale Organizației Mondiale a Sănătății. Este disponibil sub formă de medicament generic.